# David H. Levy
Pour les articles homonymes, voir David Levy et Levy.
David H. Levy, né le 22 mai 1948 à Montréal au Québec, est un astronome amateur et écrivain scientifique québécois d'origine marocaine. Il est célèbre pour sa codécouverte en 1993 de la comète Shoemaker-Levy 9, qui est entrée en collision avec la planète Jupiter en 1994.

## Biographie
David H. Levy est né en 1948 à Montréal dans la province de Québec, au Canada. 
À l'adolescence, il étudie à l'école secondaire de Westmount. Il développe, très jeune, un intérêt pour l'astronomie. Toutefois, il poursuit des études en littérature anglaise pour lesquelles il reçoit une licence à l'Université Acadia en 1972 et un master à l'Université Queen's en 1979,. 
Par la suite, David Levy découvre 23 comètes, soit de façon autonome, soit avec l'aide de Gene et de Carolyn S. Shoemaker. David Levy a écrit 34 livres, principalement sur des sujets astronomiques comme The Quest for Comets, la biographie définitive du découvreur de Pluton, Clyde Tombaugh en 2007 ou encore son hommage à Gene Shoemaker dans Shoemaker by Levy. Il a également rédigé des articles pour des magazines américains tels que Sky & Telescope, Parade Magazine ou Astronomy Magazine.
En 2010, Levy obtient un Ph. D. de l'université hébraïque de Jérusalem pour sa thèse intitulée The Sky in Early Modern English Literature: A Study of Allusions to Celestial Events in Elizabethan and Jacobean Writing, 1572-1620.
Il vit actuellement à Vail, en Arizona, aux États-Unis. Levy et son épouse ont participé à une émission de radio hebdomadaire sur le Web consacrée à l'astronomie, dont le dernier épisode planifié fut publié le 3 février 2011. Une archive des épisodes est toujours disponible en formats WMA et MP3. Levy est également le président d'une fondation nommée National Sharing the Sky Foundation.

## Découvertes
Les comètes périodiques que David Levy a codécouvertes comprennent :
- 118P/Shoemaker-Levy
- 129P/Shoemaker-Levy
- 135P/Shoemaker-Levy
- 137P/Shoemaker-Levy
- 138P/Shoemaker-Levy
- 145P/Shoemaker-Levy
- 181P/Shoemaker-Levy
- 192P/Shoemaker-Levy
- Shoemaker-Levy 9

En outre, Levy est l'unique découvreur de deux comètes périodiques C/1991 L3 (Levy) et 255P/Levy. L'astéroïde (3673) Levy porte son nom. Il est également le premier à découvrir des comètes à la fois visuellement, photographiquement et électroniquement.[réf. nécessaire]
Le Centre des planètes mineures le crédite de la co-découverte de 63 astéroïdes numérotés entre 1990 et 2010.

## Distinctions
- 2007 : obtient le prix Edgar-Wilson du Smithsonian Astrophysical Observatory[7].
- 1993 : obtient le Prix amateur d'excellence (Amateur Achievement Award) de l'Astronomical Society of the Pacific.
- 1980 : obtient la Médaille de chant (Chant Medal) de la Société royale d'astronomie du Canada[8].

## Publications
- (en) David H Levy, Clyde Tombaugh : Discoverer of Planet Pluto (Sky & Telescope Observer's Guides) (Biography), Sky Publishing, 2007 (1re éd. 1991), 232 p. (ISBN 978-1-931559-33-1, OCLC 63692663)
- (en) David H Levy et John O'Byrne (consultant editor), Skywatching, San Francisco, Calif., Fog City Press, 2007, 288 p. (ISBN 978-1-74089-578-1, OCLC 225314880)
- (en) David H Levy, David Levy's Guide to Variable Stars, New York, Cambridge University Press, 2005, 2e éd., 276 p. (ISBN 978-0-521-60860-2, OCLC 61425230, lire en ligne)
- (en) David H Levy (préf. Stephen James O'Meara), Deep Sky Objects : The Best And Brightest from Four Decades of Comet Chasing, Amherst, NY, Prometheus Books, 2005, 362 p. (ISBN 978-1-59102-361-6, OCLC 61115539)
- (en) David H Levy, Impact Jupiter : The Crash Of Comet Shoemaker-levy 9, Cambridge, MA, Basic Books, 2003, 304 p. (ISBN 978-0-7382-0880-0, OCLC 56319689, lire en ligne)
- (en) David H Levy, Shoemaker by Levy : the man who made an impact, Woodstock, Princeton University Press, 2002, 320 p. (ISBN 978-0-691-11325-8, OCLC 50715373, lire en ligne)
- (en) David H Levy, Starry Night : Astronomers and Poets Read the Sky, Amherst, NY, Prometheus Books, 2001, 203 p. (ISBN 978-1-57392-887-8, OCLC 45172627)
- (en) Observing Variable Stars : A Guide for the Beginner, Cambridge, U.K. ; New York, Cambridge University Press, 1998, 220 p. (ISBN 978-0-521-62755-9 et 978-0-521-32113-6, OCLC 39756511, lire en ligne)
- (en) David H Levy, Comets : Creators and Destroyers, New York, NY, Touchstone/Simon & Schuster, 1998, 256 p. (ISBN 978-0-684-85255-3, OCLC 38496486)
- (en) David H Levy (consulting editor), Stars and Planets, Hemel Hempstead, Macdonald Young Books, coll. « Discoveries », 1996, 64 p. (ISBN 978-0-7500-1900-2, OCLC 43198056)
- (en) David H Levy, Quest for Comets : an explosive trail of beauty and danger, New York, Avon Books, Plenum, 1995, 282 p. (ISBN 978-0-380-72526-7, OCLC 33034006)
- (en) David H Levy, The Sky : A User's Guide, Cambridge ; New York, Cambridge University Press, 1993, 1re éd., 315 p. (ISBN 978-0-521-39112-2 et 978-0-521-45958-7, OCLC 36300273)